# Fehrbellin
Fehrbellin is een gemeente in de Duitse deelstaat Brandenburg, en maakt deel uit van de Landkreis Ostprignitz-Ruppin.
Fehrbellin telt 8.971 inwoners.

## Plaatsen in de gemeente Fehrbellin
- Betzin
- Brunne
- Dechtow
- Deutschhof (met Kuhhorst, Ribbeckshorst, Dreibrück)
- Stadt Fehrbellin
- Hakenberg
- Karwesee
- Königshorst (met Nordhof, Mangelshorst, Lobeofsund, Seelenhorst, Fredenhorst, Sandhorst)
- Langen
- Lentzke
- Linum
- Manker
- Protzen
- Tarmow
- Walchow
- Wall
- Wustrau-Altfriesack (met Wustrau, Altfriesack, Zietenhorst)

## Demografie
- Ontwikkeling van de bevolking sinds 1875 binnen de huidige grenzen (blauwe lijn: Bevolking; stippellijn: Vergelijking van de ontwikkeling van de bevolking van de deelstaat Brandenburg, Grijze achtergrond: tijdens de nazi-regering, Rode achtergrond: tijdens de communistische regering)
- Recente ontwikkeling van de bevolking (blauwe lijn) en prognoses

| Jaar | Inwoners |
| ---- | -------- |
| 1875 | 12 109   |
| 1890 | 11 107   |
| 1910 | 9 758    |
| 1925 | 10 121   |
| 1939 | 10 271   |
| 1950 | 15 639   |
| 1964 | 11 807   |

| Jaar | Inwoners |
| ---- | -------- |
| 1971 | 11 582   |
| 1981 | 10 369   |
| 1985 | 10 163   |
| 1990 | 9 863    |
| 1995 | 9 618    |
| 2000 | 9 718    |
| 2005 | 9 278    |

| Jaar | Inwoners |
| ---- | -------- |
| 2010 | 8 771    |
| 2015 | 8 829    |
| 2016 | 8 849    |
| 2017 | 8 886    |
| 2018 | 8 948    |
| 2019 | 8 943    |
| 2020 | 8 971    |

Gegevensbronnen worden beschreven in de Wikimedia Commons.
Breddin ·
Dabergotz ·
Dreetz ·
Fehrbellin ·
Heiligengrabe ·
Herzberg (Mark) ·
Kyritz ·
Lindow ·
Märkisch Linden ·
Neuruppin ·
Neustadt (Dosse) ·
Rheinsberg ·
Rüthnick ·
Sieversdorf-Hohenofen ·
Storbeck-Frankendorf ·
Stüdenitz-Schönermark ·
Temnitzquell ·
Temnitztal ·
Vielitzsee ·
Walsleben ·
Wittstock/Dosse ·
Wusterhausen/Dosse ·
Zernitz-Lohm